# Ruhr-CIX
Der Ruhr Commercial Internet Exchange (Ruhr-CIX) powered by DE-CIX ist ein Internet-Knoten für das Ruhrgebiet zwischen Dortmund, Bochum und Gelsenkirchen. Er dient der Verbesserung der Internetqualität und der internationalen Anbindung des Ballungsraumes Ruhrgebiet und der Wirtschaftsregion Südwestfalen. Die Vernetzung des Ruhr-CIX basiert auf dem Ruhr-Backbone.

## Geschichte
Bis vor kurzem wurde ein Großteil des gesamten Datenverkehrs im Ruhrgebiet über Frankfurt und den dortigen zentralen Datenaustauschpunkt des DE-CIX gelenkt. Teilweise erfolgte der Datenverkehr sogar über ausländische Leitungen. Aus diesem Grund gründeten die drei Ruhrgebietsstädte Dortmund, Bochum und Gelsenkirchen über die Stadtgrenzen hinweg zusammen ein neues Ökosystem für die digitale Wirtschaft: den Ruhr-CIX. Startschuss für den Internetknoten war der 8. September 2020.
Der Ruhr-CIX-Internet-Knoten ist in den Rechenzentren der Netzbetreiber und Gründer DOKOM21 in Dortmund, Gelsen-Net in Gelsenkirchen und Glasfaser Ruhr in Bochum beheimatet. Die Infrastruktur basiert auf einem hochverfügbaren Glasfasernetz. Das doppelt ausgelegte Lichtwellenleiter-Kabelnetz sowie die permanente Überwachung der Glasfaseranbindung sorgen für höchste Verfügbarkeit von 99,9 %. Der technische Betrieb der Internetknoten-Plattform wird von DE-CIX sichergestellt, dem Betreiber des weltweit größten Internet-Knotens in Frankfurt am Main.
Der Ruhr-CIX bietet nun eine schnelle Lösung ohne die bisherigen Umwege und dient als zentraler Datenaustauschpunkt (Peering Point) im Ruhrgebiet. Kleine und mittelständische Internet-Provider können hier ihren Datenverkehr – sowohl regional als auch national – direkt an ein anderes Provider-Netz übergeben. Die technische Plattform dafür liefert der Ruhr-CIX.

## Technik

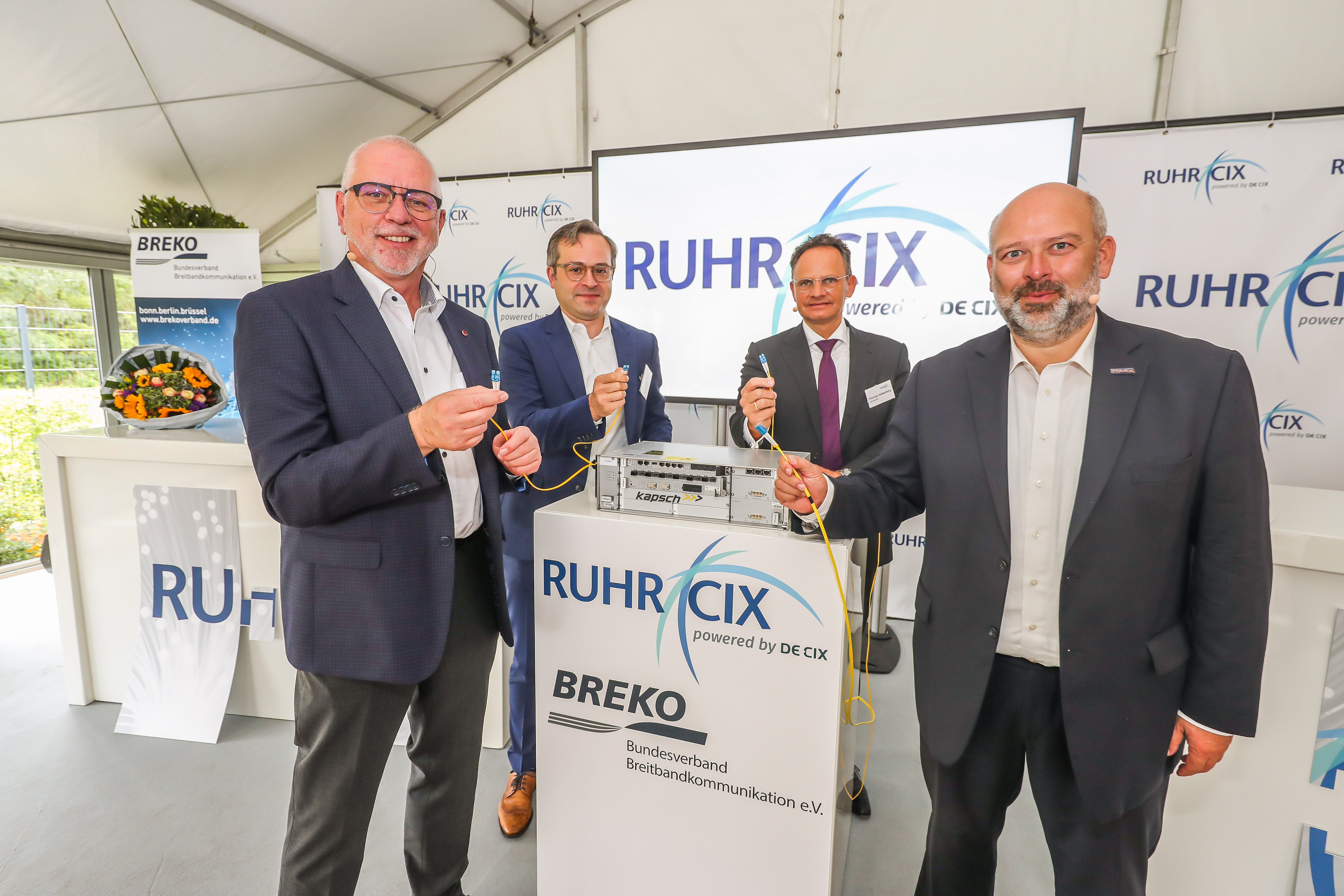
Am 8. September 2020 wurde der Ruhr-CIX offiziell durch Jörg Figura, Geschäftsführer von DOKOM21, Dr. Thomas King, CTO von DE-CIX, Thomas Dettenberg, Geschäftsführer von Gelsen-Net und Patrick Helmes, Geschäftsführer von Glasfaser Ruhr (v. l. n. r.) in Betrieb genommen.

Über einen Hochgeschwindigkeits-Glasfaserring auf 10 TB-Basis und mehr sind die drei beteiligten Ruhrgebietsstädte Dortmund, Bochum und Gelsenkirchen, über die sich der neue Austauschpunkt für Daten erstreckt, bereits miteinander verbunden. Nicht nur Glasfaserstrecken sind an diesen Knoten angebunden, sondern auch die Rechenzentren der regionalen Netzbetreiber.
In Zukunft sehen die Pläne des Internetknoten Ruhr-CIX zudem einen Ausbau der Verbindung zu internationalen Cloud-Anbietern wie Google, Microsoft, Facebook, SAP und IBM vor. Der Ruhr-CIX ermöglicht Unternehmen der Metropole Ruhr und der Wirtschaftsregion Südwestfalen somit die direkte Anbindung in die gängigen Clouds wie Microsoft 365, SAP Cloud Platform, Amazon AWS, Microsoft Azure, Google Cloud Platform, IBM Cloud über direkte, exklusive Verbindungen. Bei der Anbindung über den Ruhr-CIX, werden die Verbindungen des öffentlichen Internets nicht genutzt, sondern stattdessen direkte Verbindungen von den Ruhr-CIX Gründern in die internationalen Clouds hergestellt.
Außerdem stellt der Ruhr-CIX die verbesserte Anbindung von Streaming-Diensten wie Netflix, Amazon Prime usw. an die Bewohner der Metropolregion Ruhrgebiet bereit. Ebenfalls angeschlossen sind bereits jetzt rund 5 Millionen private User, die direkt an der Infrastruktur angebunden sind.
Mit dem regionalen Ansatz zahlt der Ruhr-CIX außerdem auf das Cloud-Projekt Gaia-X der Bundesregierung ein. Dieses hat zum Ziel, eine sichere und vertrauenswürdige sowie vor allem wettbewerbsfähige Cloud-Infrastruktur für Europa zu schaffen.

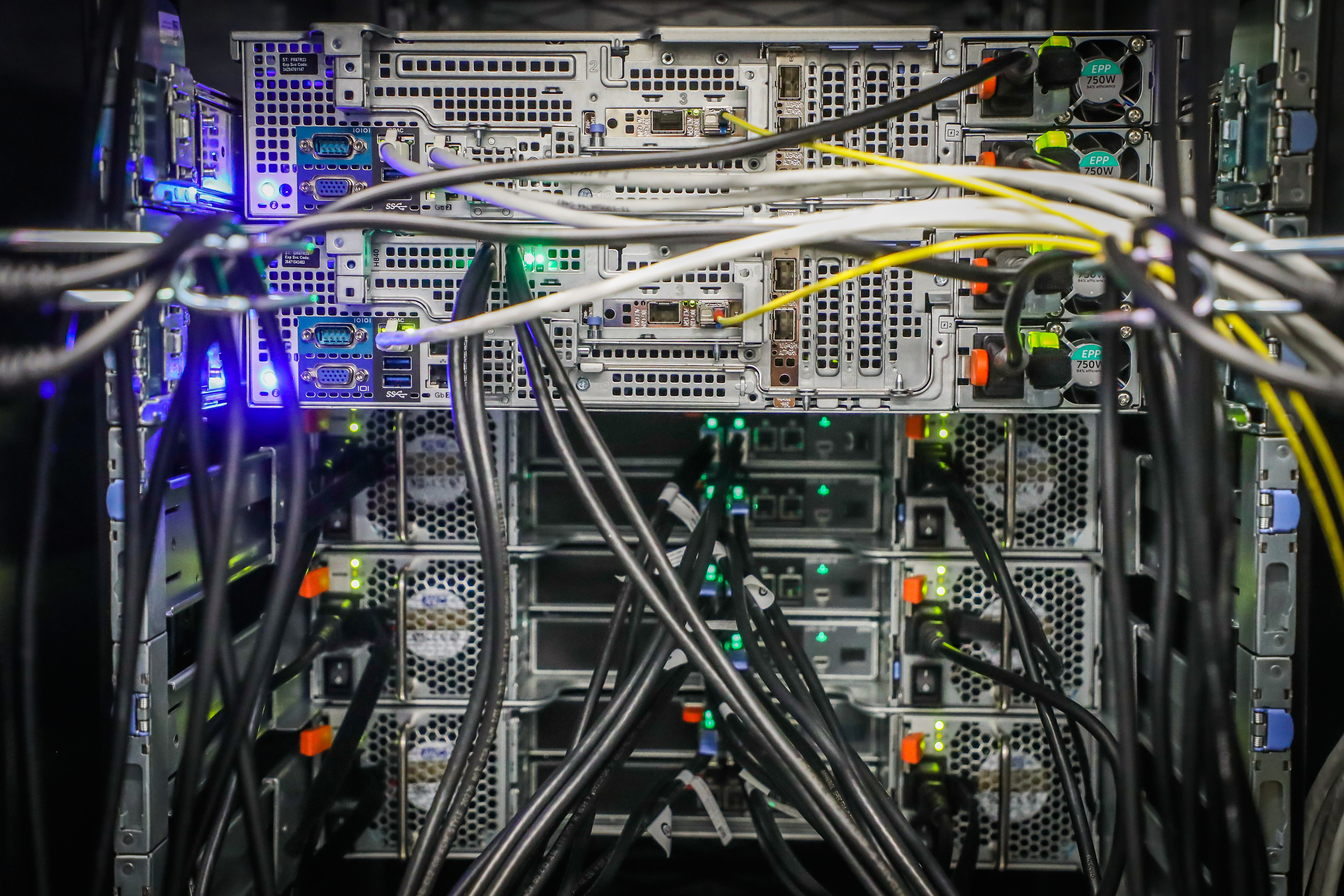
Rechenzentrum DOKOM21: Über tausende Kabel werden an diesem Interknoten riesige Datenmengen transportiert.

Der Internet-Knoten Ruhr-CIX ist in drei Rechenzentren im Ruhrgebiet redundant untergebracht. Die Infrastruktur des Ruhr-CIX ist mit Stand November 2020 auf ein Transfervolumen von 10 Tbit/s ausgelegt.